# حادثة لوبي

حادثة لوبي، المعروفة أيضًا باسم مذبحة لوبي، كان عبارة عن إطلاق نار مكثف حدث في 16 أكتوبر 1991، في كافتيريا لوبي في كيلين، تكساس. مرتكب الجريمة، جورج هينارد، ساق شاحنة فورد رينجر بيك اب حتى نافذة المطعم الأمامية. وبسرعة أطلق النار وقتل 23 شخصًا، وأصاب 27 آخرين. ثم حدث بينه وبين الشرطة تبادل إطلاق النار لفترة وجيزة، رفضًا لطلبهم بالاستسلام، حتى قتل نفسه.
تم تصنيفه في ذلك الوقت كأعنف حادثة اطلاق نار جماعي في تاريخ الولايات المتحدة، حيث تخطت حادثة جامعة فرجينيا في أبريل 2007 من حيث عدد القتلى. أما في 2018، فقد أُعتُبِرَت هذة على أنها سادس أعنف حادثة طلق ناري بمسدس واحد على مدار تاريخ الولايات المتحدة.